# Эль-Куфра
Эль-Куфра (араб. الكفرة‎) — административный район в Ливии. Административный центр — город Эль-Джауф. Площадь — 483 510 км². Население 50 104 человек (2006 г.). Эль-Куфра является частью исторической области Киренаика. В конце девятнадцатого века Эль-Куфра стал центром и святым местом ордена Санусия. Муниципалитет Эль-Куфра обладает наибольшим запасом нефти в Ливии; 17 млрд баррелей. Сахара, но и потому, что с трех сторон окружен депрессиями, которые делают его ключевым звеном в пути с Запада на Восток через пустыню. Название получил по группе оазисов Куфра.

## Географическое положение
Расположен в юго-восточном «углу» страны. Граничит с Египтом, Суданом и Чадом. Почти всю площадь муниципалитета покрывает пустыня Сахара. 

## Интересный факт

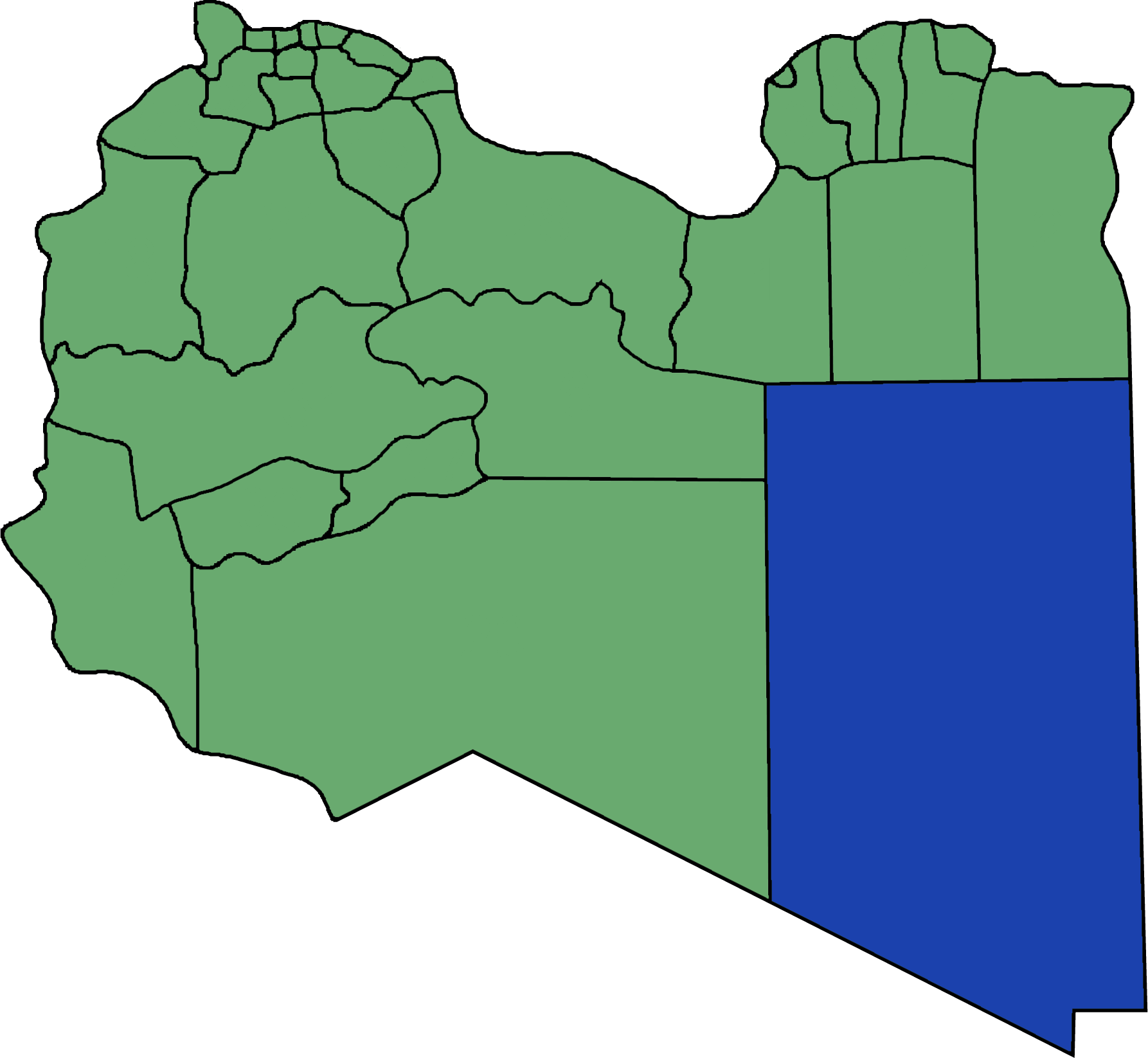
Границы муниципалитета Эль-Куфра с 2001 по 2007 год

Ранее муниципалитет Эль-Куфра был ещё обширнее и включал в себя большой пустынный район на севере, однако в 2007 году он был передан муниципалитету Эль-Вахат.